# Рейд Прідді
Рейд Прідді  (англ. Reid Priddy, 1 жовтня 1977) — американський волейболіст, олімпійський чемпіон.

## Виступи на Олімпіадах
| Олімпіада   | Дисципліна | Місце |
| ----------- | ---------- | ----- |
| Афіни 2004  | волейбол   | 4     |
| Пекін 2008  | волейбол   | 1     |
| Лондон 2012 | волейбол   | 5     |
| Ріо 2016    | волейбол   | 3     |